# Moedas de euro

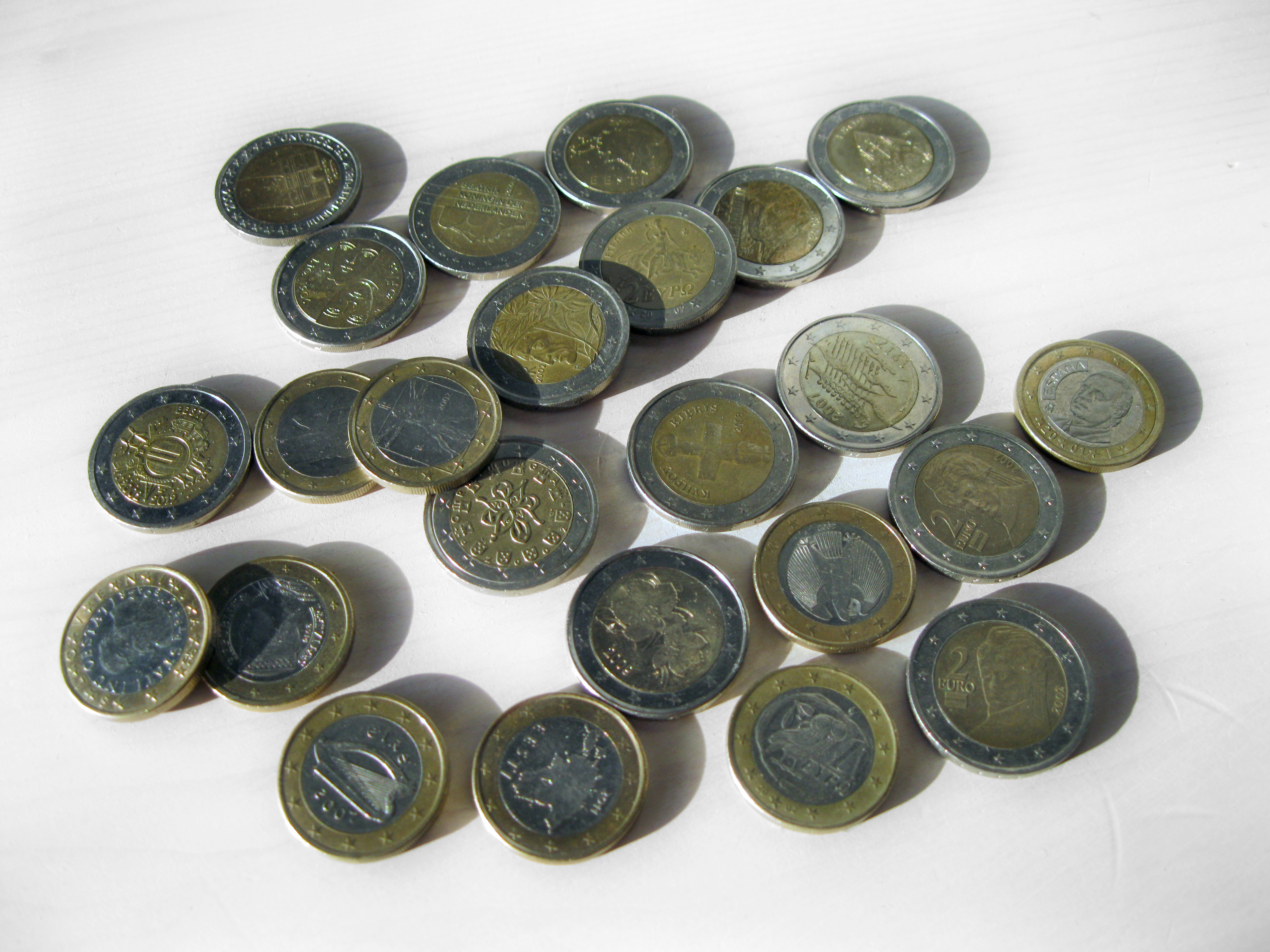
Moedas de euro

O Euro (EUR, €) é a moeda de 20 países da União Europeia (UE) - Alemanha, Áustria, Bélgica, Chipre, Croácia, Eslováquia, Eslovénia, Espanha, Estónia, Finlândia, França, Grécia, Irlanda, Itália, Letónia, Lituânia, Luxemburgo, Malta, Países Baixos e Portugal, e ainda de quatro micro-países europeus - Andorra, Mónaco, San Marino e Vaticano - e também do Montenegro e do Kosovo.
As moedas e notas de euro iniciaram a sua circulação em 1 de janeiro de 2002, excepto na Eslovénia, onde a data foi 1 de Janeiro de 2007, em Chipre e Malta, 1 de Janeiro de 2008, na Eslováquia, a 1 de Janeiro de 2009 e na  Estónia, a 1 de janeiro de 2011.
Um euro é dividido em 100 cêntimos, existem oito diferentes denominações: €0,01; €0,02; €0,05; €0,10; €0,20; €0,50; €1,00; €2,00.
A moeda corrente em Portugal é o euro. Portugal partilha a sua moeda com 16 países da União Europeia, incluindo a Espanha, França, Luxemburgo, Bélgica, Alemanha, Itália, Irlanda, Estónia, Países Baixos, Finlândia, Áustria, Grécia, Chipre, Malta, Eslováquia e Eslovénia.
As notas e moedas de euro foram introduzidas no país em 2002. Todas as moedas possuem uma face comum, enquanto a outra face foi desenhada por cada um dos Estados-Membros e inclui símbolos que representam a origem e nacionalidade de cada um dos países. O euro é aceito em todos os países que adotaram esta moeda. 
Existem sete denominações de notas: 500, 200, 100, 50, 20, 10 e 5 euros, e oito denominações de moedas: de 1 e 2 euros, e de 50, 20, 10, 5, 2 e 1 cêntimos. As notas e as moedas também estão adaptadas a pessoas invisuais, ou seja, são reconhecíveis ao tato.

## Moedas destinadas à circulação
| Denominação          | Diâmetro (mm) | Espessura (mm) | Massa (g) | Cor                             | Composição                                                                      | Bordo                                                  |
| -------------------- | ------------- | -------------- | --------- | ------------------------------- | ------------------------------------------------------------------------------- | ------------------------------------------------------ |
| 1 cêntimo / € 0,01   | 16,25         | 1,67           | 2,30      | Cobreada                        | Aço banhado a cobre                                                             | Liso                                                   |
| 2 cêntimos / € 0,02  | 18,75         | 1,67           | 3,06      | Cobreada                        | Aço banhado a cobre                                                             | Liso com entalhe simples a meia altura                 |
| 5 cêntimos / € 0,05  | 21,25         | 1,67           | 3,92      | Cobreada                        | Aço banhado a cobre                                                             | Liso                                                   |
| 10 cêntimos / € 0,10 | 19,75         | 1,93           | 4,10      | Dourada                         | Liga metálica de cobre (ouro nórdico)                                           | Ondulado                                               |
| 20 cêntimos / € 0,20 | 22,25         | 2,14           | 5,74      | Dourada                         | Liga Metálica de cobre (Ouro Nórdico)                                           | Liso com sete edentações ("Flor Espanhola")            |
| 50 cêntimos / € 0,50 | 24,25         | 2,38           | 7,80      | Dourada                         | Liga Metálica de cobre (Ouro Nórdico)                                           | Ondulado                                               |
| 1 euro / € 1,00      | 23,25         | 2,33           | 7,50      | Coroa: dourada Núcleo: prateada | Coroa: latão e níquel Núcleo: três camadas - cuproníquel, níquel, cuproníquel   | Seis segmentos alternados, três lisos e três edentados |
| 2 euros / € 2,00     | 25,75         | 2,20           | 8,50      | Coroa: prateada Núcleo: dourada | Coroa: cuproníquel Núcleo: três camadas: latão e níquel, níquel, latão e níquel | Serrilhado com inscrição (diferente para cada país)    |

### Face comum
Todas as moedas têm um lado comum mostrando o valor da moeda, com um desenho do designer belga Luc Luycx, cujo projeto foi escolhido na reunião do Conselho Europeu de 13 de junho de 1997.
O ano mostrado na moeda pode ser a partir de 1999, quando os desenhos das moedas foram finalmente estabelecidos (só as moedas francesas, espanholas, belgas, finlandesas e neerlandesas). Estes países tradicionalmente põem o ano em que a moeda é feita, e não em que a moeda é posta em circulação.

#### *Primeira versão (1999-2006)
O desenho das moedas de 1, 2 e 5 cêntimos simbolizam o lugar da Europa no mundo. A imagem nas moedas de 10, 20 e 50 cêntimos individualizam claramente os 15 membros da União Europeia anterior ao alargamento de 2004. As moedas de 1 e 2 euros mostram a UE a 15 como um todo, mas com indicação das fronteiras. Todas as moedas têm 12 estrelas no seu desenho.
| 1° versao | A Europa no Mundo | A Europa no Mundo | A Europa no Mundo | A Europa | A Europa | A Europa | A Europa | A Europa |
| --------- | ----------------- | ----------------- | ----------------- | -------- | -------- | -------- | -------- | -------- |
| 1° versao |                   |                   |                   |          |          |          |          |          |
| 1° versao | 0,01 €            | 0,02 €            | 0,05 €            | 0,10 €   | 0,20 €   | 0,50 €   | 1 €      | 2 €      |

#### Segunda versão (2007- )
Os sucessivos alargamentos da área do euro posteriores à introdução da moeda obrigaram a que fosse revisto o desenho da face comum a utilizar a partir de 2007.
O desenho das moedas de 1, 2 e 5 cêntimos simbolizam o lugar da Europa no mundo como um todo. O desenho das moedas de 10, 20 e 50 cêntimos foi alterado, mostrando uma Europa sem fronteiras, acomodando os 27 membros da União Europeia em 2007. As moedas de 1 e 2 euros continuam a mostrar uma Europa sem fronteiras, embora com um desenho diferente. Em ambos estes últimos desenhos, Chipre aparece deslocado muitos quilômetros para oeste ou noroeste da sua verdadeira posição, para poder ser incluído no mapa. A Turquia não aparece representada.
| 2.ª versão | A Europa no mundo | A Europa no mundo | A Europa no mundo | A Europa | A Europa | A Europa | A Europa | A Europa |
| ---------- | ----------------- | ----------------- | ----------------- | -------- | -------- | -------- | -------- | -------- |
| 2.ª versão |                   |                   |                   |          |          |          |          |          |
| 2.ª versão | 0,01 €            | 0,02 €            | 0,05 €            | 0,10 €   | 0,20 €   | 0,50 €   | 1 €      | 2 €      |

### Faces nacionais

#### Moedas correntes
Cada país participante no euro tem seu próprio desenho na face nacional da moeda. Estes desenhos variam de simplesmente colocar o mesmo desenho em todas as moedas (Bélgica) ou colocar um desenho diferente em cada uma (Itália). Contudo, todas as moedas mostram obrigatoriamente 12 estrelas neste lado da moeda. Em monarquias, a face nacional normalmente coloca um retrato do monarca. Países não-monárquicos normalmente mostram gráficos mais estilizados como símbolos ou monumentos nacionais.
| País          | Faces nacionais               | Ano de entrada em circulação da moeda |
| ------------- | ----------------------------- | ------------------------------------- |
| Alemanha      | Moedas de euro alemãs         | 2002                                  |
| Áustria       | Moedas de euro austríacas     | 2002                                  |
| Bélgica       | Moedas de euro belgas         | 2002                                  |
| Chipre        | Moedas de euro cipriotas      | 2008                                  |
| Eslováquia    | Moedas de euro eslovacas      | 2009                                  |
| Eslovênia     | Moedas de euro eslovenas      | 2007                                  |
| Espanha       | Moedas de euro espanholas     | 2002                                  |
| Estónia       | Moedas de euro estonianas     | 2011                                  |
| Finlândia     | Moedas de euro finlandesas    | 2002                                  |
| França        | Moedas de euro francesas      | 2002                                  |
| Grécia        | Moedas de euro gregas         | 2002                                  |
| Irlanda       | Moedas de euro irlandesas     | 2002                                  |
| Itália        | Moedas de euro italianas      | 2002                                  |
| Luxemburgo    | Moedas de euro luxemburguesas | 2002                                  |
| Malta         | Moedas de euro maltesas       | 2008                                  |
| Países Baixos | Moedas de euro neerlandesas   | 2002                                  |
| Portugal      | Moedas de euro portuguesas    | 2002                                  |

Embora não sendo membros da UE, Mónaco, San Marino e Vaticano também têm moedas de euro mostrando um lado nacional, mas estes só ocasionalmente terminam em circulação geral.
As moedas do Mónaco mostram as armas e o brasão da família real e o retrato do último governador, Príncipe Rainério III. Moedas futuras vão provavelmente mostrar o governador atual, Príncipe Alberto II.
As de San Marino têm várias torres e edifícios públicos, também como as armas nacionais. As moedas do Vaticano mostram o retrato do ex-papa Bento XVI; moedas futuras irão mostrar seu sucessor, Papa Francisco; ter moedas com a éfige de um líder religioso causou controvérsia em certos países, como a França.
| País       | Faces nacionais               | Ano de entrada em circulação da moeda |
| ---------- | ----------------------------- | ------------------------------------- |
| Mónaco     | Moedas de euro do Mónaco      | 2002                                  |
| San Marino | Moedas de euro de São Marinho | 2002                                  |
| Vaticano   | Moedas de euro do Vaticano    | 2002                                  |

Para Andorra, foi assegurado o direito de produzir o seu próprio lado reverso; por enquanto, a autoridade de produzir moedas foi transferida do Bispo de Urgell para o governo de Andorra.

#### Moedas comemorativas de €2
A Comissão Europeia permitiu a cunhagem de moedas comemorativas a partir do final de 2003. A partir desta data, qualquer membro da zona do euro pode criar moedas comemorativas de €2, e tais moedas tem valor de compra legal em toda zona do euro.
A Grécia foi a primeiro país a confeccionar suas moedas comemorativas. A moeda de €2 era comemorativa aos jogos olímpicos de 2004, realizados em Atenas, capital do país.
A Finlândia confeccionou suas moedas comemorativas, celebrando a entrada de 10 novos países na União Europeia, em 1 de maio de 2004.
Luxemburgo confeccionou as suas moedas como monograma do Grão Duque.
Outras nações que confeccionaram suas moedas significativas foram a Áustria, San Marino (em outubro de 2004), Itália e Vaticano.
Em 2005, Bélgica e Luxemburgo confeccionaram juntas uma moeda comemorativa de €2, com as faces do Grão Duque de Luxemburgo e do Rei da Bélgica.
Ainda em 2005, Áustria confeccionou as suas moedas para comemorar os 50 anos do Acordo do Estado Austríaco, com a figura da primeira página do acordo.
Em 2005, a Espanha lançou suas moedas comemorativas, em homenagem ao quarto centenário de lançamento da obra Don Quixote, de Miguel de Cervantes.
Em 2007, Portugal lança uma moeda comemorativa de 2€ referente à celebração do 50º aniversário do Tratado de Roma
.
Em 2013, Portugal irá lançar em Junho  uma Moeda Comemorativa para celebrar o 250º Aniversário da Torre Dos Clérigos.

### Marcas de cunhagem
A utilização de marcas de cunhagem apostas nas faces nacionais permite identificar os locais de cunhagem das moedas de euro.
| País          | Local de cunhagem | Marca de cunhagem  |
| ------------- | ----------------- | ------------------ |
| Alemanha      | Berlim            | A                  |
| Alemanha      | Munique           | D                  |
| Alemanha      | Estugarda         | F                  |
| Alemanha      | Karlsruhe         | G                  |
| Alemanha      | Hamburgo          | J                  |
| Áustria       | Viena             | não tem            |
| Bélgica       | Bruxelas          | não tem            |
| Chipre        | (?)               | (?)                |
| Eslováquia    | Kremnica          | MK                 |
| Eslovénia     | (?)               | (?)                |
| Espanha       | Madrid            | M com uma coroa    |
| Finlândia     | Helsínquia-Vantaa | não tem            |
| França        | Pessac            | cornucópia         |
| Grécia        | Atenas            | Folha de Acanto    |
| Irlanda       | Dublin            | não tem            |
| Itália        | Roma              | R                  |
| Luxemburgo    | Utrecht (NL)      | bastão de Mercúrio |
| Malta         | (?)               | (?)                |
| Países Baixos | Utrecht           | bastão de Mercúrio |
| Portugal      | Lisboa            | INCM               |
| Mónaco        | Pessac (FR)       | cornucópia         |
| São Marinho   | Roma (IT)         | não tem            |
| Vaticano      | Roma (IT)         | não tem            |

Muitas moedas foram produzidas usando cartuchos produzidos na Birmingham Mint, Birmingham, Inglaterra. Um problema surgiu na diferenciação de moedas feitas usando cartuchos e técnicas similares. A moeda turca de 1 lira lembra muito a moeda de 2 euros em peso e tamanho e as duas são reconhecidas e aceitas por máquinas como sendo de 2 euros, sendo esta 4 vezes mais cara. Agora as máquinas estão sendo programadas para não aceitar a moeda de 1 lira.

### Moedas de menor denominação
A Finlândia não usa as moedas de 1 e 2 cêntimos. Os Países Baixos têm também considerado parar a produção das moedas de 1 e 2 cêntimos, pressionados por empresários que falam que estas moedas custam muito para serem produzidas. Em Maio de 2004, lojas de Woerden fizeram testes nos quais todas as transações de dinheiro foram arredondadas para a mais próxima quantia de 5 cêntimos. Por causa do bom resultado dos testes, empresários em todo os Países Baixos permitiram que essas transações fossem feitas desde Setembro de 2004. As moedas vão permanecer como um método de pagamento válido.
Mas, se um país decide não produzir essas denominações, moedas de outros estados membros ainda terão valor legal. Este é o caso da Finlândia e dos Países Baixos nos tempos atuais.
Contudo, como a massa monetária "estrangeira" é menor do que a interna, as moedas de 1 e 2 cêntimos ficarão de menor utilização, não sendo um grande problema para os empresários.
Porque a Finlândia não usa moedas de 1 e 2 cêntimos em circulação, mas já as produziu, estas moedas são bem avaliadas por colecionadores. Estas moedas em boa condição chegam a valer em quase mil vezes mais que seu valor nominal.

### Mudanças no formato
Nenhuma mudança foi feita no lado comum das moedas até 2007. Não se pode mudar o desenhos das moedas de 1, 2 e 5 cêntimos.
Os Estados-Membros devem manter seus lados nacionais da moeda por cinco anos. Porém há algumas exceções. Se o monarca de um país morre ou abdica, o desenho das moedas que tinham sua ilustração será trocado.

## Moedas destinadas a fins numismáticos ou de coleção
Uma prática nacional antiga é o cunho de moedas comemorativas banhadas, ou com detalhes em ouro ou prata. Ao contrário das moedas normais, estas moedas não são legalmente válidas em todos os países participantes do Euro, sendo válidas apenas no país em que foram cunhadas. Por exemplo a moeda comemorativa finlandesa de €10 não poderá ser utilizada em Portugal.
O facto destas moedas não serem válidas fora do país de cunho não constitui um problema grave, visto que estas moedas são voltadas a colecionadores e não foram pensadas como meio de pagamento. É incerto se o Conselho de Ministros irá garantir a este tipo de moeda o estatuto de moeda legal em todo território utilizador do Euro, pois São Marinho, Mónaco e Vaticano também cunham moedas destas.

## Moedas de fantasia
Agências privadas (como a International Numismatic Agency no Reino Unido ou a Europ-Mint na Suíça) criaram moedas de fantasia para vender aos colecionadores, tanto para os países da UE fora da zona do Euro (como Suécia e Dinamarca), outros países europeus (Andorra, Suíça, Liechtenstein e Noruega) e territórios (como Córsega, Creta, Gibraltar, Guernsey, Jersey). Nenhuma dessas moedas tem valor legal em lugar nenhum.